# Căile Ferate Române
Căile Ferate Române CFR, er et statsligt jernbaneselskab i Rumænien. CFR blev oprindeligt oprettet 1880, men der har eksisteret jernbaner i det nuværende Rumænien siden 1854. Siden 1998 har CFR bestået af fem uafhængige selskaber. CFR Călători driver passagertransport, CFR Marfă driver godstransport, CFR Infrastructură er ansvarlig for infrastruktur for de rumænske jernbaner, og Societatea Feroviară de Turism, SFT, driver museumsbaner.
CFR har sit hovedkvarter i Bukarest og har også regionale kontorer i Brașov, Cluj-Napoca, Constanța, Craiova, Galați, Iași og Timișoara.

## Passagertransport
Passagertransport varetages af CFR Călători.

### Regionale tog (R)
Regionaltog er den mest anvendte togtype på det rumænske jernbanenet. Det bruges hovedsageligt til pendulfart mellem byer og deres forstæder og mellem landsbyer og nærliggende byer.

### Interregionale tog (IR)
Interregionale tog er tog, der kører mellem byer, og som hovedsagelig anvendes til lange og mellemlange strækninger. Billetter til disse tog kræver pladsreservation.

### InterCity
InterCity (IC) er ekspresbaner, der kører mellem større byer og til Sortehavskysten.

### EuroCity og EuroNight
EuroCity (EC) og EuroNight (EN) er tog til international trafik, der drives af CFR i samarbejde med andre nationale jernbaneselskaber i Europa.

## Godstransport
Godstransporten varetages af CFR Marfă. Siden 2013 har selskabet været 51% ejet af Grup Feroviar Român, mens den resterende del er ejet af den rumænske stat.